# Cyrtonops aterrima
Cyrtonops aterrima là một loài bọ cánh cứng trong họ Cerambycidae.